# Axonopus canescens
Espèce
Synonymes
- Axonopus senescens (Döll) Henrard (préféré par UICN)

Statut de conservation UICN

 LC  : Préoccupation mineure
Axonopus canescens est une espèce de plantes de la famille des Poaceae.

## Liste des variétés
Selon Tropicos (8 avril 2014) (Attention liste brute contenant possiblement des synonymes) :
- variété Axonopus canescens var. canescens
- variété Axonopus canescens var. psilachne (Döll) G.A. Black